# Archlord
Az Archlord az NHN Games által fejlesztett MMORPG, ami kezdetben a Codemasters Online Gaming részlegének kiadásában jelent meg. Dél-Koreában 2005 márciusában, míg Észak-Amerikában és Európában 2006 októberében jelent meg, a kritikusok azonban negatív kritikákkal illették. 2007 augusztusában a játék ingyenessé vált, ekkor jelent meg az első epizodikus kiegészítő, a Season of Siege, majd egy évvel azután a második, Spirits Awakening címet viselő kiegészítő is megérkezett. 2009 augusztusa óta a Webzen látja el a kiadói teendőket azon országokban, ahol a Codemastersnek nem voltak meg a jogai a terjesztésére, majd október 3-án bejelentették, hogy az Archlordot a világ minden táján a Webzen fogja üzemeltetni. Jelenleg a nyolcadik, The Dark Revelation című kiegészítő a legfrissebb. 2014-ben viszont a Webzen megszüntette a jól bevált játékot és kiadta az Archlord 2 című MMORPG-t amivel teljesen hátat fordít az első résznek és ezzel rengeteg játékosnak is búcsút mond a kiadó.

## Fajok
A játékban lehetőség nyílik 4 faj közül választani:
- Humans – Emberek
- Orcs – Orkok
- Moon Elves – Hold Tündék
- DragonScion – Sárkány leszármazottak

Ezen belül kilenc darab kaszt létezik:
- Human kasztok: Knight – A Lovag, Archer – Az íjász, Mage – A MágusHoszú
- Orc kasztok: Berserker – A Lovag AP-s megfelelője, Hunter – Az Archer Block/Dodge-os megfelelője, Sorcerer – A Mágus ellenállóbb, ám kevesebb MP-vel megáldott megfelelője
- Moon Elf kasztok: Ranger – Az Erdőkerülő, Elementalist – Az elemi mágus, Swashbuckler – Harcos
- DragonScion kasztok: Slayer, Summoner, Orbiter

Lehetőségünk van ostromon részt venni, ahol 3-3 klán csap össze. Ez az első játék, amiben lehetőségünk nyílik WD-re. (World Domination) Ezt ne úgy képzeljük el, hogy akkor most mindenkit kibannolok, hanem egy Archlord választási mérkőzés keretében válhatunk (ha van saját klánunk) AL-á, egy hatalmas próba után.

## Az Archlord képességei
- Uralja az Elemeket és az Eget
- Napszakok: Változtathatja a napszakokat amikor kedve szottyan.
- Hóesés: Hóesést ereszt az egész világra, és karácsonyi zene fog menni mindenütt.
- Eső: Mindenütt esik, még a sivatagban is.
- Evil Light: Saját szintnek megfelelő lényeket idéz meg.
- Lord Howling: Mindenkinek üzenetet tud küldeni a világban.
- Call Royal Knight: A klánból 3 személyi testőrt jelölhet ki, akik különleges ruhát kapnak.
- Call Dragon: Előhívja Alcadiát, a sárkányt, és repülhet vele.
- Meteoric Shower: Meteoresőt bocsát ki.

## Chantra története
Réges rég, mikor az Elementálok megtöltötték Chantra igaz, ősi köveit, létrehoztak egy földet varázslattal és talányokkal, melyről legendákat suttogtak az egész világon.
A legmegnyerőbb történet az öt drágakőről – Archonok – szólt, akiknek elképzelhetetlen hatalmuk volt. Rengeteg kalandvágyó érkezett messze földekről kutatni, magukénak tudni ezt a hatalmas erőt – emberek és orkok a nyugati kontinensről. Bár tudták, új földön járnak, fajtáik gyűlöletét magukkal hozták.
Két hős tűnt fel Chantrában 7 BD körül – az ember harcos Nathan és az ork varázsló Walcure. Mindketten külön úton az Archonok felé. Útjuk azonban találkozott Windrill forró sivatagában, mikor ősi romokat kutattak. Ösztönös gyűlöletük elragadta őket, s heves küzdelembe kezdtek, varázslat az erő s acél ellen, végtelen órákig csatázva. De erejük egyezett, s végül a kimerültségtől összeestek. Ráébredtek, mindketten igazi harcosok, tisztelettel tekintve a másikra, megosztották vizüket, s barátságot kötöttek.
Együtt folytatták küldetésüket az Archonok felé, végül meglelték az öreg romokat. Az ősi város rendezetlen kövei és széttört útjai nem voltak teljesen elhagyatottak. A sors még egy utolsó próbára tette őket. Ahogy felfedezték a város maradványait, egy nagy teremre bukkantak. Beljebb barangolva egy gazdagon díszített trónt láttak, tele harcosok csatáinak faragásaival. Ahogy ott bámultak, egy férfi lépett a trón elé. Ruházata illett a faragásokhoz, s felemelt egy fenyegető kardot. Ez Salamander volt, az utolsó igazi védője ennek az egykoron csodálatos városnak. Az ősök hagyták hátra őt, hogy védje a kincseiket időtlen időkig. Heves támadásba csapott. A két hősnek legerősebb képességei kellettek, hogy legyőzzék a nagy Salamandert.
Ahogy az erős harcos elbukott, egy hatalmas ajtó a terem hátsó részében kifordult, felfedve két hihetetlen fegyvert. Mindkettő egy Archont hordozott, felruházva az ősi Elementálok erejével. A kard a tűz Archont, a bot a föld Archont foglalta magában. Előreléptek, se elvettek egyet – Nathan a kardot, Walcure a botot választotta.
Kalandjuk véget ért, tudták, vissza kell térniük embereikhez. Mikor a két harcos testvérnek elváltak útjai, a Salamandertől szerzett gyűrűt kettétörték, hogy mindig emlékezzenek közös útjukra és az ő szövetségükre. Nathan népszerű lett, mint az igazságos harcos, és építtetett egy hatalmas kastélyt Chantrában, mit Manasnak neveztek.
Walcure pedig a leghatalmasabb Ork varázsló lett az Ork történelemben. Számtalan mesét regéltek tetteikről generációkon át, és tovább, még fegyvereik is megkapták saját neveiket. Nathan kardja lett Brumhart, Walcure botja pedig Gaiahon. De életük legfontosabb eseménye hat évvel később következett be.

### A titkos összeesküvés – 1 BD
Egy éjszakán hat évvel később, Nathan és Walcure egy panaszos hangra riadt fel – egy jajgató sírásra, amit csak ők hallottak. Úgy tűnt, fegyvereikből jön. Zavarukban mindketten Serendbe vándoroltak, hogy beszéljenek Graciával, egy bölcs holdtünde íjásszal. Egyszerre érkeztek, és Gracia tudta, miért jöttek. Az ő íja, Evengarda , mely két Archont tartalmazott, szintén sírt. Elmagyarázta nekik, hogy egy Cyripusnak nevezett varázsló megszerezte az utolsó Archont, és hívja a többi fegyvert – próbálja egyesíteni az Elementálokat egy emberbe. Próbál Archlorddá válni.
Mind az öt Archonnal, Cyripus majdnem teljesen sebezhetetlen lenne, és a három hős tudta, hogy egy embert nem lehet megbízni ekkora hatalommal. Nathan, Walcure és Gracia összefogtak, hogy legyőzzék Cyripust. Végre megtalálták, és a csata elkezdődött, ugyanabban a sivatagban, ahol Walcure és Nathan megtalálták Archonjaikat. Mindhárman fáradhatatlanul küzdöttek, végül Gracia íja terítette le Cyripust. Ez a tett mély sebet okozott neki egy varázslatból, de a három hős diadalt aratott. Nem mutattak tiszteletet a hatalomittas mágus iránt, otthagyták holttestét a romokban, mellkasában Gracia nyílvesszőjével. Félve az őt Archon egyesülésétől, a hősök elhatározták, hogy elrejtik Cyripus Archonját. Akkortájt épült egy Dulannak nevezett város – közepén egy erős várral. Együtt elásták az Archont a kastély alapköve alá, és varázslattal pecsételték.
Nyughelyének titka, sosem fedődött fel, de Nathan érezte az Archon hatalmas erejét, és óvatossá vált a Brumhartban lévő erővel. Felkérte a Noumot, hogy készítsen egy mágikus hüvelyt, mely lepecsételi a kard erejét, ameddig abban van. Attól fogva csak akkor húzta elő fegyverét, ha elkerülhetetlen volt, és teljes óvatossággal kezelték a kardot generációk kezein keresztül.

### Ugdrasil születése – 498 Dulan
Másik fontos szövetség jött létre emberek és orkok közt, évszázadokkal Nathan és Walcure halála után. Az ember Sylvia és az ork Urzark, két varázsló, kik egymásba szerettek, és együtt élték békés életüket egy kis faluban, Serendben. Volt egy fiuk, Ugdrasil, neve jelentése "Kelet Csillaga". Rettentő okos fiú volt, és tehetséges a mágiában, de legtöbb chantrai lakó ellenszenvvel figyelte a fajok közti keveredést. Így az egyetlen, aki tudott Ugdrasilról az a család barátja, a nagy varázsló Kaliur volt. ő Walcure testőre és a Gaiahon örököse volt.
A titkok azonban nem tartanak örökké, s mikor Ugdrasil 2 éves volt, egy lovagokból álló testület, egy varázslóval az élen, felfedezték. Megtámadták a családot. Sylvianak még volt ideje mágiával elbújtatni Ugdrasilt. Urzark Kaliurt hívta segítségül. De mire megérkezett, már mindkét szülő halott volt. Megtalálta Ugdrasilt, és elvitte magával, mint tanoncot.

### Zian születése – 500 Dulan
Mostanra Dulan lett az emberek legnagyobb városa Chantrában, és egyben a politikai események színhelye is. Manasi Leon volt leszármazottja és örököse a nagy harcos Nathannak. Viselte a Brumhartot, és így ő lett a beígért új hős. Egy gyermekkori pajtása és harcos társa, Ernan szintén hasonlóan ambiciózus volt, de kevésbé becsületes. Fenyegetőnek látta Leont céljai megvalósításához, és sikereit a varázskardnak tulajdonította. Elhatározta, kilesi Leont, mikor lesz egyedül.
Ez hamarosan be is következett, tragikus körülmények közt. Leon felesége meghalt, miközben életet adott fiúknak, Ziannak, az utolsónak Leon családjából. Elvitte magával a bébit egy útra Taasi erdőkön keresztül, s Ernan ekkor csapott le rá.
Mikor Leon észrevette a veszélyt, elrejtette kisfiát egy kosárban egy bokor alá, s szembeszállt az árulóval. Nem élte túl a harcot. Ernont nem érdekelte a gyerek. Felvette a Brumhartot és elhagyta az erdőt.
Meglepetésére , a mágikus pecsét még azt sem engedte meg neki, hogy előhúzza a kardot, hiszen nem volt Nathan leszármazottja. Kétségbeesésében elvándorolt a Noum mély barlangjaiba, ahol a hüvely készült, de megtagadták a feltörését. Mérgében Ernan a Brumhartot egy lávától izzó folyóba dobta.
Eközben a Taas erdőben egy Elajin szerzetes vándorolt. Gyermeksírásra lett figyelmes, és felfedezte Ziant egy bokor alatt. A gyermek egy pecsétgyűrűvel játszott, melyen a Manas család címere volt. A szerzetes, Kenneth, tudta, milyen veszélyes Dulan, elképzelte a gyermek jövőjét. Hazavitte Ziant a kolostorba. Ott nőtt fel, fegyelmet és harcművészetet tanulva.

### Ugdrasil és Zian találkozása – 507 Dulan
Mikor a gyermekek 7 és 9 évesek voltak, a körülöttük lévő világ zavarossá vált. Chantra keleti fele, ahol az orkok éltek főleg, állandó háborúban voltak, mert a klánok uralomért harcoltak egymással. Már a nagy varázsló Kaliur sem maradt ott. Fogta a tanítványait és tanoncait, és a senki földjére vándorolt, egy kietlen sivatagba Chantra közepén. Az Elajin szerzetesek szintén elmenekültek Chantra nyugati feléből, ahol az emberek hadai harcoltak fennhatóságért. A hatalom utáni vágy mindenkit megfertőzött, és a menekültek Windrillben találkoztak – egy ősi sivatagos területen. De a menekültek közt is a vérbosszú kitört, még a gyermekek közt is.
Ott a sivatagban, Elka közelében, Zian és Ugdrasil összetalálkozott, mikor mindketten vízért lettek küldve saját táborukból. Mikor meglátták egymást, rögtön támadtak, – Ugdrasil a fiatal mágiájával, és Zian az új harci képességeivel. Belezuhantak a folyóba. Küzdöttek az árral, így az ösztöneik is alább hagytak. Segítették egymást a rohanó folyóban. Végül Zian kihúzta Ugdrasilt, s barátságuk is megszületett. Titokban játszottak együtt, miközben táboraik egyre közelebb kerültek egymáshoz.
De ők voltak az egyetlen ember és ork, akik elfeledték a régi gyűlöletet. A senki földje is hamarosan faji háború helyszíne lett, és így már Chantra semelyik része sem volt biztonságos. Ugdrasil és Zian fej fej mellett harcoltak, hogy életben maradjanak ebben a vérszomjas világban. Ez az időszak mély nyomokat szántott mindkét fiú lelkébe. Közös volt a béke utáni vágyuk, de megvolt a saját külön filozófiájuk ennek eléréséről. Zian biztos volt benne, hogy a konfliktusokat csak kölcsönös egyetértésben lehet áthidalni. Ugdrasil szerint csak egy legyőzhetetlen sereg képes békét teremteni és fenntartani. Mikor látták mindkét oldalon a bátor harcosokat elhullani, tudták, egyszer köztük is kitörhet a viszály.

### Cyripus feléledése – 515 Dulan
Ez évben Zian 15 lett, s egy csavar lépett fel az emberek háborújában. II. Ladeus király, Dulan uralkodója, elvesztette királynőjét s vele az akaratát élni és harcolni. Az udvar nemesei gondterheltek lettek, és elbátortalanították a királyt, hogy ne menjen személyesen a harcmezőre a háború folyamatai miatt. Egy csapat tanácsadót vitt magával, mikor utazott. Ernan is köztük volt, a kegyetlen harcos, aki becsapta Zian apját. Feltornászta magát a ranglétrán, s most egy nagy hadsereg élén, nagy befolyással állt a király mellett.
Ahogy a csapat Windrill felé menetelt, Elka közelében megálltak a folyónál pihentetni lovaikat. Ernan mindig élvezte az öreg romok felkutatását, s míg a király pihent, talált magának szórakozást. Ahogy a mély, betört falak és utak közt sétált, egy csontvázon lépett keresztül – ami nem volt egy ritka látvány háború közben. De ez a csontváz mágus palástot viselt, olyat, mi már századok óta nem volt látható. Két tökéletes nyílvessző még mindig kiállt a mellkasából. Drágának tűntek, s Eran akarta őket. Kihúzta a vesszőket. Ernan hirtelen áramütést érzett a kezein keresztül egészen a szívéig. Összeesett eszméletlenül.
Mikor kinyitotta szemeit, már nem ugyanaz az ember volt. Ernan Cyripus holttestét találta meg – de a mágus lelke nem volt halott. Ragaszkodott a kövekhez, homokhoz, nem távozott el. Így Cyripus lelke elfoglalta Ernan testét. Még gyenge volt – erős mágiája még nem tér vissza egy ideig. De megértette, hogy tudja Ernant és a bizalmas király melletti helyét használni, hogy még nagyobb erőt szerezhessen, ami még többeket vezethet.
Cyripus Ernan helyét használva megfertőzte a királyt saját napirendjével és céljaival. Attól a naptól kezdve, a háború fő célja az ellenség kipusztítása lett, egy ősi kincs felkutatásáért. A király még saját emberei ellen is fordult, kényszerítve őket ősi relikviák kutatására, s családi örökségekről való lemondásra. A király fia, Cerion herceg, az emberekkel együtt aggódott apja viselkedése miatt. Nem vették észre, hogy egy ősi szörnyeteg manipulálja őt...

### Gracia visszatérése – 515 Dulan
Emberek és orkok rövid életűek voltak a holdtündékhez képest. Az ősi hősnő, Gracia még mindig élt, Nathan és Walcure halála után, de visszavonult a kaotikus világból, és békében élt Koboltnál. Cyripussal való küzdelme keserű sebet hagyott benne; majdnem gyógyulva, de még mindig egy zord emlékeztetője a csatának. Mágiájának kis darabja még mindig ott éktelenkedett Gracia csontjaiban, s azon a napon, mikor feléledt, mágiája vele ébredt. Gracia érezte a perzselő fájdalmat, s tudta, Cyripus újra él, és erőt gyűjt. Gracia megtett mindent, hogy leküzdje a fájdalmat, és mindent, amire utalt. Olyan sokáig a világ zajától távol, nem akart újra visszatérni.
De egy napon, mikor távol volt a kis Kobolt falutól pár órára, megjelent a dulani sereg – ősi relikviákat kutatva. Elpusztították a falut, és a barátait. Mikor Gracia visszatért, s látta mi történt, rájött, hogy nem tud tovább bujdokolni, s visszatér a világba. A zűrzavar elért már minden kis falut a világban. Tudta, hogy Cyripus újraépíti az erejét, még mindig az Archonok után kutatva – tudta, neki kell előbb megszereznie őket. Az egész világ veszélyben volt, de Gráciának ez csak személyes csata volt. Bármire képes lett volna ősi ellenségének minden nyomának eltüntetésére.

### Dikain az északi vidékre vándorol – 516 Dulan
Mikor Cyripus emberei nem találták meg az Archonokat Gracia falujában, úgy gondolta, a tünde máshova rejtette őket. A legbiztosabb hely, amit ismert az a serendi főtemplom volt, ezért errefelé vette az irányt. A legmagasabb szintű szerzetes, Dikain védte a templomot. Egyedül is hatalmas erőt képviselt, de az embereivel együtt sebezhetetlen volt. Cyripus tudta, hogy belülről kell Dikaint elpusztítania, hogy reménykedhessen az Archonok megkaparintásában.
E gy nap a dulani sereg megjelent a templomnál, és az embereknek egy köpeny maradékát mutogatták, amit Dikain viselt. Azt mondták, hogy egy csapat orknál találták, akik egy nagyobb sereghez próbáltak csatlakozni. Egy részletes védelmi térképet is találtak náluk, Serendről. Híresztelték, hogy Dikain elárulta az embereit az orkoknak sok pénzért. És ez a bizonyíték.
Dikain előjött, és bizonygatta, hogy ártatlan, de a serendi emberekben túl sok volt már a feszültség. Összefogva a dulani sereggel Dikain ellen fordultak, s kiűzték egy hegyfokra a folyó mellé. Dikain elugrott a párkányról, s a testét sosem látták többé.
Cyripus rémülten hallotta embereitől, hogy Dikain magával vitte a szél Archont, mikor lezuhant. Serend elveszítette védelmezőjét, s a dulani sereg lerombolta azt még több Archon reményében, de egyet sem találtak.
Ez az esemény egy fordulópont volt Cerion herceg életében. Tudta, hogy apja nem hazudna dolgokról, csak azért, hogy egy tiszteletreméltó szerzetest legyőzzön. Ezért nem lehet többé igaz vezetője a dulani seregnek. A herceg magához rendelte a hű seregeket, és a dulani had ellen küldte őket. Cerion embereit Királyi Testületnek nevezték, és az emberek szemében hősök voltak.
Amit persze senki sem tudott, hogy Dikain túlélte az esést, s lassan az északi vidékekre vándorolt, kabátja alatt a szél Archonnal...

### Zian, Ugdrasil és az Archonok – 517 Dulan
Mostanra, Zian és Ugdrasil már tiszteletre tettek szert. Ziant mint kitűnő fiatal harcost emlegették. Ugdrasilt azonban nem ismerték el se orkok, sem emberek, mivel félvér volt, habár mágikus tehetsége kétségbevonhatatlan volt.
A két barát évente egyszer találkozott, hogy kalandozzanak kicsit. Mindig Kuskutban találkoztak, az öreg mágia otthonában, próféciák házában. Most is ott találkoztak, de a béke már nem volt jelen. Cyripus és Cerion herceg seregei egyszerre érkeztek ide, hogy beszélhessenek a híres mágussal. A találkozásnak vérontás lett a vége, és az öreg mágus középre rekedt. Otthona hamar tűzre kapott a sok varázslattól, s mikor Zian és Ugdrasil odaértek, a mágus éppen varázstekercseit próbálta mentegetni, miközben kardok és lángok csattogtak körülötte.
Zian és Ugdrasil bekapcsolódtak a küzdelembe. Ugdrasil varázslattal állt ellen a lángoknak, Zian pedig megvédte az öregembert, de már késő volt – a legtöbb prófécia megsemmisült. Mikor Cerion és Cyripus is rájöttek erre, visszarendelték embereiket. Azt hitték, az öreg a tekercsei nélkül semmire sem képes, ezért nem volt már miért harcolni.
Zian és Ugdrasil maradtak segíteni, de már nem sok mindent tehettek. A varázsló leült romos háza közepére és körbenézett. Elmesélte nekik az Archonok és az Elementálok történetét. Aztán közelebb hajolt a fiatalokhoz: "Ma mindketten nagy erényt mutattatok," mondta. "És mindketten felnőttök és nagy hatalomra tesztek szert. De egyikőtök – egyikőtök sötét utat fog választani."
Eljött az idő a visszatérésre, s a két fiatal az öreg szavain törte a fejét. Mikor Ugdrasil hazaért találkozott Kaliurral, aki sötéten nézett rá. Valami nincs rendben, szólalt meg, s egy hosszú küldetésre készült. Ugdrasilt akarta hátrahagyni, mint örököst. A félvér ork lehetne a Gaiahon ura – Walcure örököse...

### Ugdrasil, a hatalmas – 518 Dulan
Ugdrasil nem teketóriázott használni új erejét, melyet Kaliurtól kapott. Célul tűzte ki a szétesett ork klánok újraegyesítését egy nemzetté – egy békés nemzetté. De ez nem volt egyszerű. Városépítésbe kezdett, melynek neve Trilgard lett. Hatalmas vár lett, s Ugdrasil ezt használta erőforrásaként. A régi utakat elvetve, meggyőzni és befolyásolni próbálta az orkjait. De az öt ork klán vezérei erősen ellenálltak neki. Nem akartak egy félvért követni.
De a fiatalabb generációk már belefáradtak az örökös csatákba, s Ugdrasilban egy lehetséges vezetőt láttak. Egy Lamunesil nevű ork nagy csodálója és barátja lett Ugdrasilnak, ahogy a régi módszerek ellen fordult. ő is Kaliur egyik tanítványa volt, és testvérként nőttek fel. Lumanesil segített a politikai nézetek átformálásában, hogy azok Ugdrasil masszív változásait is elfogadják, s egy év múlva sikert is aratott. Vezére lett egy egységes ork nemzetnek, és békét kötött minden más fajjal. Attól fogva számítja az ork történelem a trilgardi időket, mint az emberek a dulanit.
Ugdrasiulban fel sem merült, hogy netalántán rálépett volna a sötét útra, ahogy az öreg jósolta.

### Gracia és Cyripus – 519 Dulan
Cyripus tudta, Gracia még él. Tudta, hogy utána fog jönni, íjában, Evengardaban egy Archonnal. Így nem dúlta fel tovább területeit, inkább egy csapdát állított neki.
Mikor Gracia látta az egyértelmű nyomokat, tudta hogy ez túl könnyű, egy csapda, mégis továbbment. Nem félt ellenségétől. Cyripus emberei elkapták, mikor egy sötét erdőn haladt át. Engedte, hadd vegyék el az íját, s bebörtönözték a vámpírok föld alatti falujában. Itt Ignatia, a halottak úrnője uralkodott. Kezdettől fogva Cyripus szövetségese volt.
Cyripus nem mert szemtől szembe állni Graciával. Még mindig rettegett elementáris erejétől. Csak egy mágikus tükrön keresztül beszélt vele, faggatta a többi Archon hollétéről. Gracia kihasználta ezt az időt Cyripus feltérképezésére. Tudta, hogy a világ sokat változott 500 év alatt.
A faggatás alatt semmit sem adott ki, de Cyripusról megtudta, hogy hatalma van az emberek fölött. Hallotta Dikain történetét szél Archonjával, hogy Brumhartot egy lávamedencébe hajították, és hogy az orkok vezére viseli Gaiahont, a föld Archont. Most már biztos volt benne, hogy a Dulan alapkövébe ásott Archonról senki sem tud. Mikor Gracia úgy érezte, eleget tud már, elhatározta, ideje menni. Nem törődött a halottak úrnőjének vendégszeretetével.
Gracia belső szellemét használva felszívta a tükör mágiáját. Ezzel az erővel széttörte a tükröt, s egy robbanást idézett elő, mely végigsöpört az úrnő egész börtönén. A tükör másik felére is kiterjedt, megtizedelve Cyripus seregeit. Visszaszerezte Evengardat az őröktől, s menekülni kezdett.
Próbált csendben kiosonni, de éppen fesztiváli idők voltak, így az összes vámpír az utcákat rótta, s ősi rituálékon vettek részt. Gyorsan terjedtek a hírek szökéséről, s osonása hamar futásba torkollt – egy hatalmas összecsapás kerekedett Gracia és Archonja kontra az egész halottak városa. Gracia győzött. A felszíni világba vezető híd is összeomlott, mikor Gracia átfutott rajta. Attól fogva a vámpírok elszigetelve éltek, és örökös gyűlölet született bennük az összes holdtünde felé.
Miközben Gracia és Cyripus harca kezdett újra lobbanni, Zian híres harcossá nőtte ki magát. Mikor csatlakozott a herceg Lovagi Testületéhez, a hírek messze-messze terjedtek.

### Ugdrasil megszakítja a kapcsolatait az emberekkel – 520 Dulan
Ugdrasil fiatal és túl naiv volt, mikor békét kötött az emberekkel. Hamar rájött, hogy az ősi faji gyűlöletet nem lehet ilyen egyszerűen kiirtani, De nem adta fel. Aztán minden megváltozott.
Pár dulani katona ork területekre tévedt, ősi kincsek után kutatva, s miután megsemmisítettek egy falut, elkapták őket. Az ork fogvatartók megkérdezték Ugdrasilt, mi legyen a büntetésük. Ugdrasil elrendelte, hogy nem eshet bántódásuk, míg kitalálja, hogy is hozhatna igazságot nemzetében. Az orkok nem értettek egyet vele, de engedelmeskedtek. A dulani katonák nem méltányolták a gesztust. Az első adandó alkalommal fellázadtak és megölték őreiket, kirabolták testüket és elszöktek.
Ugdrasil látta túl optimista volt, főleg mikor emberei bosszúért kiáltottak. Végül eldöntötte, emberek és orkok nem élhetnek békében. Parancsba adta, hogy minden ork területen lévő embernek távoznia kell. Az orkok ezt engedélynek vették a területükön lévő emberek legyilkolására, s az öldöklés három hónapig tartott. Később, mint "Az utolsó menedék vadászata" vált ismertté. Attól a naptól kezdve, Ugdrasil megszüntetett minden kapcsolatot az emberekkel.

### Zian megszerzi Brumhartot – 520 Dulan
Mikor Kenneth, a fogadott apa halálos ágyában feküdt, Zian megtudta, hogyan találták meg őt anno az erdőben – és a nála talált gyűrűnek a jelentését. A Manas család örököse volt, fontos dulani területekkel. De egy gyűrű nem volt elég, hogy bizonyíthassa történetét. Kenneth beszélt neki Brumhartról, és a mágikus pecsétről a kardhüvelyen, ami felismeri Nathan útódait.
Így Zian elindult felkutatni a kardot, nem csak az Archon hatalma miatt, hanem bizonyítéknak, hogy ki is ő valójában. A kutatás egészen a Noum földjéig vitte, a veszélyes földalatti vidékre. Természetesen elsőre észrevették, de nem ítélték neki az Archont próbatétel nélkül. Hat hónapig bolyongott a labirintusukban, tűzdémonokkal küzdve minden folyosón. Végül megtalálta a mély kamrát, ahova Brumhartot dobták. Ott szembe kellett néznie a legfélelmetesebb tűzzel- a Tűz sárkánnyal. Egyszerre küzdött az életéért és a családi jogaiért. Végül győzött, s mikor a sárkány halott teste lezuhant a mélybe, a Brumhart fellendült a szétcsapódó kövekkel együtt. Mikor Zian megérintette, érezte a kard hidegségét – könnyedén kivette a hüvelyből, s a kard tökéletesen fénylett.
Megfordult , s látta hogy egy sereg Noum nézte végig a csatáját. Vezérük előre lépett és ünnepélyesen megszólalt. "Egy feladat vár rád a világban. Egy feladat, ami az elementálok tiszta erejét kívánja." majd megfordult és nyitott egy utat Ziannak, amelyen könnyedén a felszínre jutott.
Eközben Gracia elhatározta, hogy megteszi a döntő lépést. Elutazott egy sötét tünde kézműveshez, aki ismerte az elementálok mély titkait. Speciális nyílvesszőket munkált neki – hatalmas erővel, melyek képesek Cyripus romlott, bűnös lelkét is elpusztítani. Ezek a nyilak egy speciális hozzávalót igényeltek – a titkos élet esszencia, melyet Gracia magában hordozott hosszú életének évszázadaiban. Felkészült már az utolsó összecsapásra, így vagy úgy.

### Cyripus halála – 521 Dulan
Cyripus is belevette magát az ősi elementálok tanulmányozásába. Sötét mágiáján keresztül rájött, hogy egy Archont pont a lábai alá temettek saját városában. Összeszedte embereit, és utasította a királyt, hogy dúlják fel Dualnt ősi kincset kutatva.
De Cyripus már túl sokat követelt a dulaniaktól. Ezt már nem állhatták, hogy egy gonosz király elpusztítsa a városukat. Harc tört ki, az emberek a herceg seregeitől kértek segítséget, sürgetve őket, térjenek Dulanba.
Cyripus türelme egyre végesebb lett. Egy heves küzdelem közepén megölte II. Ladeus királyt, és felfedte igazi alakját, egy hatalmas, ősi mágusét. Félkézzel leterítette a Királyi Testület nagy részét, s már éppen a herceget vette célba, mikor Zian megérkezett.
Zian tudta, ki felelős apja haláláért. Látta Ernant a sebesült herceg előtt állni, készen a végső csapásra. Zian nem hezitált, Brumhart izzott a kezében. Harag, igazság és az elementálok ereje járta át Zian csapását, melyet Cyripusra mért. Az ősi mágus varázslatai sem voltak képesek megállni ezt a hatalmas erőt. Ernan teste nem állt sokáig, s Cyripus lelke ismét új test után nézett.
Egy közelben fekvő dulani katonába költözött. Zian nem fogta fel mi történik, de mikor Gracia megérkezett, érezte Cyripus jelenlétét, és rálőtt nyílvesszőivel. Átlőtte a katona szívét, s bezárta Cyripus lelkét a halott testbe, kényszeríttette a világ örök elhagyására.
Haláláv al, úgy tűnt, véget ért az archonok kutatása. Cerion herceg átvette az uralmat, mint III. Ladeus. Zian megörökölte helyét a Manas kastélyban. Gracia elhagyta Dulant, tudva, hogy a város alatt fekvő Archon titka biztonságban van. De a következő csapás Dulanra már keleten gyülekezett.

### A száz napos háború kezdete – 522 Dulan
Mostanra Ugdrasil már egyre mélyebbre haladt a sötét úton, mit a próféta jósolt. Csak a hatalmas erőt látta a béke forrásának, s a legsötétebb elementális varázslataival elkezdte felépíteni az Archlord hatalmas erejét.
Walcure ősi feljegyzéseit tanulmányozta, és megértette Cyripus lépéseit. Rájött a Dulan alatti Archon létezésére is, és Ugdrasil cselekedett. Az ork fennhatóságról beszélt Chantrában. Az idősebb generációk egyetértettek vele, s támogatták, de a pár barátját aggasztották ellenséges viselkedése, főleg tanácsadói, akik kezdettől fogva vele voltak, például Lamunesil. ő csapatokat vezetett, hogy újra létrehozza az ork-ember barátságot.
Ugdrasil ezt csak egy árulásnak látta ereje ellen, s továbblépett a sötét úton. Elfogatta és kivégeztette Lamunesilt, a legrégibb barátját és testvérét. Az öreg harcos orkok lelkesen teljesítették Ugdrasil kéréseit.
Mikor összes ellensége az ork nemzetben elpusztult, Ugdrasil Dulannak háborút küldött. Hatalmas sereget toborzott az emberi nemzetek ellen, pontosan az emberi főváros kapui alatt.

### A száznapos háború vége – 523 Dulan
A dulani haderő Cyripus által megtizedelve állt elő. Tudták, hogy a halál vár rájuk odakint. De a hősök nagy tettei lelkesítették az embereket. Mikor az emberek egész Chantrában hallották, hogy Zian bajban van, mellészegődtek a háborúban. Ez a bátorság rábírta a dulani polgárokat is, hogy fegyvert fogjanak, s az orkok ellen vonuljanak. A csata pontosan a dulani kapuk előtt tört ki.
A pusztító háború közepén, Ugdrasil szemtől szembe került régi harcos társával, Ziannal. Megálltak, és Zian elkezdett beszélni, ahogy régen is látta a megegyezést, most is törekedett rá. Ugdrasil csak nevetni tudott a naiv szavakon. Elmondta mi történt, míg erő nélkül próbálta fenntartani a békét, és az ígéretét, hogy megszerzi az Archlord erejét.
Zian látta, hogy régi barátját vágya a hatalomra rossz irányba sodorta. Emlékezett a jóslatra, s most már tudta, hogy Ugdrasil lépett a sötét útra. Más dolgokra is emlékezett, amiket az öreg varázsló mondott – az Archonok ereje – és tudta, az ő kardja tartalmaz egyet. ő felmérte saját erejét, hogy csak békére fordítja. Hatalmas elementáris erő áramlott ki belőle, és az orkok hordái, emberek elszánt seregei összeestek, túl gyengék voltak tovább küzdeni. Zian és Ugdrasil egyedül maradtak a harctéren egymással szemben.
Küzdelembe kezdtek, akárcsak őseik, Nathan és Walcure – harcoltak majdnem halálig, 500 évvel ezelőtt. Erejük kiegyenlített volt, kimerülten és sebekkel tele rogytak le. Ahogy ott feküdtek, Ugdrasil elragadta gyermekkori barátjától a Brumhartot. De túl gyenge volt a kardban rejlő Archonhoz. Az elementálok sodró ereje megölte őt.
Mikor Zian feléledt, megsiratta harcostársát, s a száznapos háború véget ért. A Gaiahont III. Ladeus királynak adták, hogy biztonságban őrizze.

### A háború után – 524 Dulan
Orkok és emberek visszatértek saját területeikre, de a béke nem jött el. Háborúk helyett az egész föld katasztrófákkal, sáskákkal, dögvésszel telt el. Mindenki csak a túlélésért küzdött. Zian tudta, az embereknek újabb hősre van szükségük, ezért kutatni kezdte, mi okozza a katasztrófákat, segít a népeken, fajuktól függetlenül.
De egy harcos nem tud járványok ellen küzdeni karddal, s Zian hamar megbetegedett és meghalt. Oly sokaknak segített, hogy nem csak az emberek gyászolták – sok ork és páran más fajokból és részvétet nyilvánítottak.
Zian nak nem volt családja, így III. Ladeus hamvasztást rendelt neki. Eldöntötték, hogy a Brumhartot is elássák a sírjába. Mikor azonban felemelte a kardot, észrevette, hogy az Archon hiányzik. Megnézte Gaiahont, és abban sem volt már benne. Senki sem tudta, ki vitte el őket. Az Archonok ismét újra eltűntek.
Gracia hallotta Zian halálát, s félt, hogy az Archonokat nem védi többé egy hős sem. Már élete végén járt, de még képes volt belopózni Dulanba és mindhárom Archont elrejtette ott. Egy pillanatra négy Archont fogott együtt az ötből, de neki nem voltak céljai az Archlord hatalmával. Titkos helyre rejtette őket.
Tudta, hogy erejüket csak erős, becsületes hősök viselhetik, és most egy ilyen sem akadt. Még rosszabb, hogy híreket lehetett hallani egy sötét árnyról, ami az Anger tó felett mozgott, egy éjjelen, mikor a köd vastagon fedte a vidéket. Egy sötét sereg, szörnyű teremtményekkel, egy fekete vezérrel. Dikain volt az, a szél Archon hordozója. Félelmében rossz útra tért, és egy szörnyű sereget gyűjtött. Most már magának kereste az Archlord erejét, bármi áron, még ha a kontinens káoszba torkollik is.

## Fajok

### Emberek

#### Áttekintés
Az emberek az orkok után ezer évvel érkeztek a kontinensre. Saját földjük drámai süllyedése miatt, telepesek megvetették a lábukat Chantra nyugati vidékén. A történelem szerint megtehették, hiszen tudtak tüzet csiholni. Eleinte az emberek békében éltek, aztán rájöttek, hogy az orkok a keleti vidékeken telepedtek meg, az emberek védeni kezdték területeiket.
Az embereknek viszonylag rövid élettartamuk van, már 80 év jo hosszúnak számít. Szaporodásuk is alsóbbrendű az orkokéhoz képest, ahol az utódok száma 3.

#### Kinézet
Átlagos magasság 175 cm, kétségkívül a legmagasabb faj Chantrában. Ennek ellenére az emberek egy olyan faj, melynek kinézetét nagyban befolyásolják a körülöttük lévő tényezők, pl. bőrszínt, haj és szem színt nagyban meghatározzák a társadalomban foglalt helyük, időjárás és étkezés.
Az emberek tisztában vannak törékenységükkel, ezért sok energiát fektetnek páncélzat és házak építésébe. Ők hozták létre a leglátványosabb páncélzatokat Chantrában, és szilárd házépítési fejlesztéseket, amikben együtt védelemben lehettek.

#### Személyiség
Az ember egy összetett faj, ami sok hasonló jelleggel rendelkezik, de minden egyes embernek saját akarata van. Elég makacsok és sokszor irigyek más erejére, valamint a türelmük sem végtelen. Élvezik a háborút, de híresek a kedvességükről és tiszteletükről. Szeretnek inni, énekelni, mulatni, táncolni, sok fesztiválon van erre lehetőségük.

#### Képességek
Az emberek jól bánnak a tűzzel, így vasat tudnak készíteni. Az emberek kovácsainak ügyessége terjedt az egész földön. De nem csak ezeket a képességeket birtokolják. Más kreatív képességeket is gyorsan elsajátítottak, mint a szabászat, páncélkészítés és gazdaság.
Ezek a képességek fontos szerepet adtak az embereknek Chantra nagyobb társadalmában. Ez segítette őket a túlélésben és fejlődésben az évek alatt.

#### Társadalom
Az emberiség nagy hangsúlyt fektet a státuszba, felépítésbe, és a protokollokba. Időről időre létrehoztak egy társadalmat, ahol a legerősebb rendelkezett a legnagyobb hatalommal a monarchia alapú rendszerben. Ezt később gondosan kidolgozták.

#### Társadalmi szerkezet
Ez a szerkezet bárhol megtalálható, ahol emberek telepedtek meg. Az erősek és a befolyásosok mindig magas pozíciókat képviseltek. A kulturális békéjük érdekében, mikor az emberek öregszenek és meghalnak, az utódaik veszik át helyüket, képességeiktől függetlenül.
Kívülállóknak az emberi társadalom egyenlőnek tűnik, mind harcost, varázslót és kereskedőt ugyanúgy kezelnek. Persze ez nem mindig igy van, tisztelet, egészség meghatározza az évek alatt, kivel hogyan bánnak. Az emberi társadalom osztályokra bontja magát: Nemesektől (akik a legnagyobb erőt képviselik), Munkásokig (akik a legtöbb fizikai munkát végzik el, a legalacsonyabb osztály).

#### Oktatás
Más fajokhoz képest Chantrában, az emberek egy stabil oktatási rendszert hoztak létre. Az oktatást főleg társadalmi megkülönböztetések alapján határozták meg, csak a legkivételesebbek kaphattak teljes oktatást.
De akármilyen harci technikát választott is varázslás helyett, lovagi vagy íjász képzést, akkor is elsőrendű tanítást kaptak. Az oktatási rendszer azokon a harcosokon alapszik, akik elég sokáig élnek, hogy tudásukat továbbadhassák.

#### Hit
Évek alatt az emberi társadalom elég vallásos lett. A változékony időszakokban gyakran fordultak istenekhez magyarázatért és kényelemért. Ettől nőtt a reményük és hitük.
De ahogy a társadalmuk nőtt, sokan korrupttá váltak, letévedve őseik vallási útjairól. Most már az emberek csak gyenge pillanataikban és saját önző céljaikkal fordulnak a szellemekhez. Valakikben még él erősen a hit, valakikben nem, de a csatatérre menet a hit az első amivel szembe kell nézniük.

#### Építészet
Ez egy másik terület amiben kiemelkednek az emberek, pont az elementektől való védelmük érdekében. Élvezik az új szerkezetek megtervezését, és büszkék, hogy építményeik ellenállnak a környezeti tényezőknek.
Építésnél a legfontosabb cél a funkciójának betöltése; a védelem és a meleg. De nem csak védelemre szolgálnak, a státuszt is szimbolizálják, pl. minél nagyobb a házad annál fontosabb személy vagy. Ezek az alapanyagokra is jellemzőek, mert csak a nagyon gazdagok engedhették meg maguknak a köves építkezést.

#### Étkezés
Az emberek élvezik a zöldségdiétát, csakúgy mint a húsokat, de mint minden más, az étkezés is a társadalmi helyzetüket mutatja. Akik gazdagok, jobb minőségű zöldségeket, és egzotikusabb húsokat vehetnek.

#### Öltözködés
Az emberek szabászati képessége nagyon előrehaladott, ezért új és szép mintákat és formákat tudnak létrehozni. Természetesen a ruha is kifejezi a a státuszt, és csak a gazdagabbak engedhetik meg maguknak a bonyolult díszítéseket. A szegények egyhangú öltözéket viselnek, míg a gazdagok színesben és extravagánsan öltözködnek. Garantált élvezetet jelent a szemnek bármelyik emberi város, ahol kedvünk szottyant időnket tölteni.
Nem csak a szabászatot fejlesztették ki, hanem a páncél készítést is.
Kétféle páncéltípus van: szegény és feláldozható harcosok bőr páncélt viselnek, de ahogy feljebb lépnek a rangsorokon joguk lesz acél páncélt viselni.
Sok órás tervezés következménye a díszes, de erős páncél, ami stílusos és kellően erős a harctereken.

#### Jog
Sok falunak szabályzata van a zűrzavarok elkerülése végett. Az egyetlen hivatalos szabályzat Thoulanban található, a király igazgatja ezt. Csak az ő szavára lehet átdolgozni.

#### Büntetés
Sokféle büntetőforma létezik, a legsúlyosabb a halálbüntetés, de inkább száműznek, mint kivégeznek.

#### Harc
Az emberek tisztában lévén gyengeségeikkel, inkább próbálnak háborúkat kerülni, inkább manipulálják a dolgokat ravaszsággal, és más irányokba tekintenek. Csak akkor támadnak, ha biztosan érzik az erejüket, gyakran az ellenfelük kisebbsége végett. Ha érzik, gyengék, gyakran félreállnak, átcsoportosulnak, további lehetőségekre várva.

#### Mágia
Fizikai erejük ellenére sokak nekiállnak a mágia elsajátítására. Eredményként, sok év alatt olyan tudást halmoznak fel, ami még a holdtündéket is felülmúlja néhány területen.

#### Mai kiterjedés/Erő
Az emberek ugyanolyan erősek, mint bárki Chantrában, de sokkal törékenyebbek. A legjobbra törekednek, nem csak maguknak, hanem akikkel törődnek.

### Orkok

#### Áttekintés
Az orkok ezer évvel az emberek előtt elfoglalták Chantra vidékeit. Ezért sokkal nagyobb becsben tartották magukat embertársaikkal szemben, kb. 500 évre rabságban tartották őket.
Évek múltán az emberek fellázadtak és kivívták szabadságukat. 500 évvel később a kontinenst egy földrengés rázta meg, ami a föld nagy részét az óceán alá süllyesztette. Az orkok és emberek a nyugati részek elhagyására lettek kényszerítve, és Ugdrasil vezetése alatt az orkok létrehoztak egy kisebb kolóniát, ahol újra építkeztek.

#### Kinézet
körülbelül 2 méter magasak, sötét bőrrel és drótos hajjal, izmos felépítésűek, nemtől függetlenül. 12 éves korukra legtöbb ork eléri a maximális méretét, és 13 évesen már felnőttek.
Az fiatal orkoknak nehéz gyermekkorral kel szembenézniük, úgy vannak nevelve, mint az oroszlánkölykök; így a fiatalok gyakran sérülnek, amit tisztelettel és bátorság jeléül viselnek. A bőrük gyenge, általában ezért páncélzatot hordanak csatában, lenge bőrből, ami ideális közelharcban.

#### Személyiség
Egy nagyon barátságtalan és háború kedvelő faj, akik a hódítást minden fölé helyezik. Gyakran sértőek és gyorsan feldühödnek, nagyban különböznek az emberektől és a holdtündéktől.
Az orkok nem az intelligenciájukról híresek, egyszerűen szemlélik az életet, ritkán foglalkoznak sokáig ügyekkel, vagy bonyolítják túl őket. Általában ez nem okoz problémát nekik, mindazonáltal az orkok arról ismertek, hogy könnyen csapdába csalhatóak, mivel képtelenek tisztán látni ami az orruk előtt van.

#### Képesség
A harcművészettel megajándékozva az orkok sokkal fittebbek és erősebbek, mint az emberek.
Kifinomult éjjeli érzékelésük is van, éjszakai látásuk együtt az érzékeny szaglásukkal egy rettenetes éjszakai ellenféllé teszi őket. Ezen magasan fejlett érzékeikkel szemben halásuk gyenge, és a legkevesebb szint képesek érzékelni.
Az orkok nem a legpompásabb teremtmények, mindenek fölött az erőszakot élvezik, a fegyvereik tervezésében is ez mutatkozik meg, legtöbb fegyverük törésre, ellenségeik összeszabdalására alkalmas.
Pontosan az orkok harcos életstílusa miatt, a berserkerek többsége nem haladja meg a 30-as éveit, sérüléseik következtében, melyeket életük során szereztek. Mégis leginkább ez az oka a hosszú távú építkezésüknek, hiszen az orkok nagyon könnyen felépülnek sérüléseikből. A vadászok és varázslók sokkal tovább élnek, hiszen nem közelharcban csatáznak, akik ezt a pályát választják, akár a 70-es éveiket is megélhetik.

#### Társadalomszerkezet
Az orkoknak egy nagyon egyszerű társadalmuk van, erőn alapszik, a Magas Orkok alatt mindenki egyenlő. Ezt a pozíciót bárki elérheti, aki érez magában elég bátorságot megpróbálni, ez a felemelkedési lehetőség annyira beleivódott az ork kultúrába, hogy nem tartozik árulás kategóriába, ha valaki párbajra hívja az aktuális Magas Orkot. Az az ork, aki győz, tiszteletet nyer, és engedelmességet az alatta állóktól.
Az orkok nagy része berserkerként edz kiskoruktól fogva. Időről időre a legbátrabbak vezetők lesznek, míg a gyengébbeket kirekesztik, és más területeken kell munka után néznie. Walcure és Ugdrasil ideje előtt, akik mágia után érdeklődtek, azokat csúfolták. De az ork ma már tiszteli a mágussá válás nehéz, figyelmet és koncentrációt igénylő útját.

#### Oktatás
Az oktatás nem jellemző az ork társadalomban. Ehelyett jobban szeretik, ha a fiatalok ellátják már magukat. Egyedül a harci technikák elsajátítására van oktatási programjuk.
Mikor egy ork, nő vagy férfi, képes járni, rögtön beleviszik a harcképzésbe, ahol napi 9 órát töltenek kiképzéssel. Mikor elérik a felnőttkort, 13 évesen, a legerősebb folytathatja az edzést, míg a gyengéket más mezőkre küldik.

#### Hit
Az ork hit a múlton alapszik, tisztelettel tekintve Őseikre, mint mindennek a magjára. Minden ork a tiszteltek közé akar kerülni, mikor meghalnak a csatamezőn, hősök lehetnek. Minden csata előtt az orkok elvégeznek egy elő harcos rituálét, amiben őseiknek imádkoznak, és megjelölik fegyvereiket és bőrüket a megbecsültek neveivel. De tudják, hogy nem ők az egyetlenek Chantra földjén, ezért tisztelettel viseltetnek a többi szellem iránt is.

#### Építkezés
A lakásépítés mint idea, új fogalom az orkok életében. Hosszú éveken át vad életet éltek, kunyhókban és barlangokban, inkább mint időt pazarolni építkezési szerkezetekre. Ez a szemlélet egyre jobban megváltozott, ahogy egyre többet éltek együtt emberekkel. Mikor elhagyták süllyedő földjüket, és Chantrába jöttek, magukkal hozták a házépítés új lehetőségeit is.
Az ork építészet persze viseli magán primitív múltjukat, mint pl. a kő a legpopulárisabb anyag. Ennek eredményeképpen házaik szolidak, nincs túldíszítve, pár szobával, amiknek magassága megfelelő méreteikhez.
Az orkok agresszív hajlamaikat sem felejtették el, gyakran díszítik házaik külsejét elefántcsontokkal, amik erős megjelenést sugallnak.

#### Étkezési szokások
Az orkok étrendje egyszerű, húsra koncentrálódik. Ezért vadásznak, ezzel együtt edzenek és pihennek is táplálékszerzés közben. Csak akkor képesek zöldségeket enni, mikor betegség miatt kezelik őket.

#### Öltözködés
Az ősök nem nagyon viseltek ruhákat, jobban viselték a természetes megjelenést, idejüket harcra és nem szabászatra fordították.
Az emberekkel való együttélés felkeltette érdeklődésüket az öltözködés iránt, a bőrt választották.
Akárcsak az építkezés, az öltözködés is az emberektől származott. Nehéz megmondani a különbséget a napi viseletük és a bőrpáncéljaik közt, mert mindkettő egyszerű stílusú, és vagy piros vagy fehér, mert nincs túl nagy festési tapasztalatuk.
Kísérletet tettek a fém páncélkészítésre is, de még finomítaniuk kell ezt. Ennek eredményeképpen csak nehéz és alaktalan páncélokat készítenek, amiket csak orkok tudnak hordani.

### Holdtündék

#### Áttekintés
A holdtündék valaha normál tündék voltak, de sötét varázslataik miatt mutálódtak. A három nagy tünda nép közül az egyik benépesítette az Északi vidéket, ők lette az elsők is, akik a Nagy Háborúban részt vettek. Ennek a pusztító háborúnak a következményeként a férfi populáció nagy része kihalt, csak kevesek tudtak elmenekülni, és a nőkkel együtt árnyékokba rejtőztek a világ elől. Ahogy telt az idő a nők átvették a férfiak szokásait, és kitanulták a fegyverforgatást és a mágiahasználatot. A pár megmaradt férfi ki volt zárva a csatákból, mivel túl fontosak voltak a közösség szempontjából. A sors fintora, hogy a férfiak már csak nők nemzésére lettek alkalmasak. Igy a holdtündék előléptek árnyékvilágukból, hogy más szaporodási módok után kutassanak. Így ismerték meg őket az emberek és orkok.
Annyira szégyellték ezt, hogy századokra visszahúzódtak újból a sötétségbe, csak egyszer fedve fel magukat, mikor földjüket orkok és emberek támadták meg.

#### Kinézet
A holdtündék alakja nyúlánk, karcsú, hosszú, hegyes fülekkel, sokkal hegyesebb, mint a többi tünde fajé. Ez a jele az erőszakos és szikár nevelésüknek. Finom és rugalmas bőrük miatt könnyen szenvednek sérüléseket. Ezeket mint tetoválást, büszkén viselik.

#### Személyiség
A holdtündék közössége szépen kialakult, mikor évekig elszigetelve éltek. Az arrogáns és makacs viselkedés tipikus náluk, akárcsak a többi faj lenézése. Ez a makacs jellemük sokszor okozott egymás közt is súrlódásokat, gyakran belső háborúkba torkollott.
Az évek során csitultak a nézeteik, s a többi faj iránt is kifejezték tiszteletüket.
Könnyű kés és ij használatuk messze híres volt, sokan kockáztatták életüket, hogy holdtünde mestertől tanulhassanak.
Éjszakai szokásaik is beleszóltak fejlődésükbe, kitanulták a nyomkövetést, bármit becserkésznek hatalmas távolságból is, még ha kevés dolgot tudnak is róla.
Varázslatos külsejük ellenére gyorsan dühbe gurulnak, és akik útjúkba kerülnek, félhetnek.

#### Társadalom
Társadalmuk nagyon strukturált, osztály-megkülönböztetésekkel tele, amik ritkán változnak, még akkor sem ha független csoportok jönnek létre.
A ranglétrán felfele törni rettentő nehéz és ritka, míg lefelé süllyedni megszokott. A legalsó osztályt "kisebb holdtünde" néven ismerik, és ők a második legnagyobb osztály. Ez a szekció főleg rabszolgákból áll, akik fő feladata bányászni, ez a nehéz munka megrövidíti életüket, 500 év alá.
A "középholdtündék" osztálya a legnagyobb, és egy hatalmas erőt képviselnek a társadalomban, főleg háború idején. Fő feladatuk a termelés és gyártás, felelősségük van az élelmezés és vízellátás felett.
A "nagy holdtünde" osztály a legmagasabb a társadalmukban, ők a vezetők, akik háborúkat vezetnek, és a kultúrába is beleszólnak. A szelektív szaporodás évei alatt, mint Fő holdtündék váltak ismertté. Ők öreg bölcs tündék, akik hatalmas tudást és tapasztalatot birtokolnak.

#### Oktatás
A holdtündék egy túlélőtornát rendeznek, hogy a társadalom gyengébb elemeit kiselejtezzék. Mikor a holdtündék elérik 50. évüket (embereknél ez 10), részt vesznek egy képességfelmérő teszten, hogy kiderüljön, hol a helyük a társadalomban. hogy szüleik mellé kerülnek-e, vagy lejjebb.

#### Hit
A többi tündéhez hasonlóan ők is teljesen hisznek a szellemek erejében. Sötét mágián keresztül képesek testüket átváltoztatni, de ezt csak túlélésre használják. Nekik van a legerősebb hitük az egész kontinensen.

#### Élőhely
Sok évvel ezelőtt, a holdtündék civilizációja magasan a fák tetején létezett, azonban az Északi vidékre kényszerültek, barlangokba húzódtak. Megunva a barlangi életet, hamarosan házak és faluk építésébe kezdtek. A fő holdtünde házaknak két szintjük és bonyolult díszítésük van. Inkább felfelé építkeztek, utalva fatetős létükre.

#### Étkezés
Diétán élnek, akárcsak az emberek, de sokféle gombát és gyógynövényt használnak. Elkülönülve étkeznek, szörnyű étkezési szokásaik miatt.

#### Ruházat
A holdtünde-kultúrában rettentően fontos a megjelenés. Nagy büszkeséggel viselik ruháikat, és ruháik figyelemkeltésre lettek tervezve. Sok színt és testhezálló ruhákat készítenek. Akkora hangsúlyt fektetnek az öltözködésre, hogy akit rangján felüli öltözékben találnak, az komoly büntetéssel néz szembe, vagy akár halállal lakol.

### Dragonscion
Nincs még információ.

## Karakterosztályok

### Lovag
A lovag kiváló PvP karakter, túlélő típus. A védelemre összpontosít inkább, mint a támadásra. Pajzzsal és karddal szinte elpusztíthatatlan. Tank karakternek ideális.
Kezdő értékek:
hp:75
str:17
dex:12
con:14
mp:38
int:6
wis:7
cha:10
Fő előnyeik: harcos kasztban legtöbb mp, legnagyobb def.

### Mage
A mágus jó támogató karakter, klánharcoknál, várostromnál ideális a területre ható varázslatai miatt, de PvP-ben ia kevés életerejének köszönhetően könnyen meghal. Lassan fejlődik.
Kezdő értékek:
hp:48
str:7
dex:9
con:9
mp:81
int:16
wis:15
cha:10
Fö előnyök: kisebb támadási erő de több mp, mágiahasználat, sok hp

### Archer
Az íjász gyorsan fejlődik, valamint messziről öl, igen kellemetlen lehet csoportos PvP-bven is ezért.
Kezdő értékek:
hp:54
str:11
dex:17
con:10
mp:48
int:9
wis:9
cha:10
Fő előnyök: nagy kitérési esély, gyorsaság.

### Berserk
A lovag megfelelője az orkoknál, viszont ő elsősorban a támadóerőre épít, mintsem védelemre. Veszélyes PvP ellenfél.
Kezdő értékek:
hp:81
str:18
dex:10
con:15
mp:32
int:7
wis:6
cha:10
Fő tulajdonságok: kevés mp, magas támadási erő.

### Sorcerer
A varázsló a mágus megfelelője az orkoknál.
Kezdő értékek:
hp:54
str:8
dex:7
con:10
mp:75
int:17
wis:14
cha:10
Fő tulajdonságok: kevesebb mp, erős nagy távolságról sebző elementális támadások, ellenálló képesség.

### Hunter
A vadász az íjász megfelelője az orkoknál.
Kezdő értékek:
hp:59
str:12
dex:16
con:11
mp:43
int:9
wis:8
cha:10
Fő tulajdonságok: magas kitérési ráta, erős védelem mágia ellen.

### Elementalista
A mágus megfelelője a holdtündéknél. Kiváló karakter fejlődésben, talán a leggyorsabb, viszont nagyon kevés életereje van, így közelharcban halandó. Várostromhoz, klánharcokhoz magas szinten ideális lehet. Elsősorban idézett elementáljaira támaszkodik, illetve varázslataira, melyekből több is területre ható.
Kezdő értékek:
hp:64
str:8
dex:8
con:7
mp:86
int:17
wis:16
cha:10
Fő jellemzők: Elementáris támadások, idézett lények.

### Ranger
Az erdőkerülő az íjász megfelelője a holdtündéknél. Gyors, nehezen fejlődik, de magas szinten az egyik legkeményebb PvP ellenfélnek tartják.
Kezdő értékek:
hp:80
str:10
dex:18
con:13
mp:43
int:7
wis:8
cha:10
Fő jellemzők: erős támadások, csapdák, rejtőzködés.

## Tárgyak
Tudnivalók a tárgyakról (főleg kezdőknek)

### Tárgytípusok
Normal Weapon (sima fegyver)
Rare Weapon (ritka fegyver)
Unique Weapon (egyedi fegyver)
Elite Weapon (elit fegyver)
Combination Weapon (épített fegyver)
Normal Armor (sima páncél)
Rare Armor (ritka páncél)
Unique Armor (egyedi páncél)
Elite Armor (elit páncél)
Elemental Stone (elemi kő)
Prayer Stone (áldás-kő)
Jewel (speciális kövek, amik statokat adnak, de Enchanthoz jobban kellenek)
Accessory (ékszerek)
Combination Material (kombinációs anyag)
Reinforcement (tárgyerősítő ital)
Potion (ital)
Scroll (tekercs)
Production Material (építési anyag)
Produce (gyártás)
Heaven’s Hell (új típusú fegyverek, amiket gyártani kell)
Battle Square (egy speciális kazamata: az első várban szintfüggő, ahol a boss dobhat értékes tárgyakat)

### Típusok
One-Handed Sword (egykezes kard)
One-Handed Axe (egykezes csatabárd)
One-Handed Blunt (egykezes zúzófegyver)
Two-Handed Halberd (kétkezes alabárd)
Two-Handed Sword (kétkezes kard)
Bow (íj)
Crossbow (számszeríj)
Staff (varázsbot)
Wand (varázspálca)
Kataria (Ranger)
Chakram (elemental)
Rapier (Swashbuckler)
Dagger (Swashbuckler)
Karon (Dragonscion)
Xenon (Dragonscion)
A fegyverek lehetnek normal (közönséges tucatfegyók, zöld névvel), rare (drága ritkaságok, sárga névvel, ezeket már érdemes aukciózni), unique (egyediek, lila névvel, sok pénzt érnek és életet menthetnek) és valódi elit fegyverek, bár ilyet nemigen fogunk látni.
A fegyverek lehetnek normal (közönséges tucatfegyók, zöld névvel), rare (drága ritkaságok, sárga névvel, ezeket már érdemes aukciózni), unique (egyediek, lila névvel, sok pénzt érnek és életet menthetnek) és valódi elit fegyverek, bár ilyet nemigen fogunk látni.
A fegyvereken nagyon sokat számít, hogy milyen az alapsebzésük, a plusz tulajdonságaik (pl. +elementális sebzés) és a slot-jaik száma, mivel ezen slot-okba fogunk mi különböző köveket dugdosni, tápolási szándékkal. Persze az is fontos, hogy hányas szintre vannak felplusszolva (pl. +5 sword), mert annyival többet is sebeznek.
Az egykezes kardokat nem kell bemutatni. Gyengék, viszont cserébe gyorsak és tudunk hozzájuk pajzsot hordani.
Az egykezes csatabárd és zúzófegyverek kissé lassabbak, viszont nagyobbat ütnek
A kétkezes fegyverek igen erősek, főleg az alabárdok, viszont lassúak és pajzs nélkül halandóbbak vagyunk.
íjakat használhatnak az erdőkerülők is, de erősebb/lassabb változatát a számszeríjat, csak az íjászok és vadászok használhatnak.
Varázslóbotot használhatnak az elementalisták is, pálcát csak a másik két varázshasználó kaszt.
A katar egy ősi indiai kard (avagy páncéltörő tőr) fajta, melyet halálos sérülések okozására fejlesztettek ki. A Kataria egy név, mely eredetileg egy törzs neve is volt (mely amúgy része a Gujjar törzsnek) és azt jelenti a "Kard emberei". Maga a név és a kard is a Kashmír vidékéről származik. Jellegzetessége, hogy nem igazán lehet vele olyan sebet ejteni, amely nem súlyos, életveszélyes. A játékban csak az erdőkerülők használhatják.
A chakram indiai fegyver, szanszkrit eredetű szó, a jelentése kör, kerek, kerék. Többnyire a szikhek használták. Mintegy 13-30 centiméter átmérőjű, lapos, a külső felén éles karika, amely dobófegyverként 40-50 méterig hatásos. A játékban csak az elementalisták használhatják, de magas szinten jóval erősebb a varázslóbot alapsebzése és ez varázslatok esetén.nagyon sokat számít, még ha lassabb is a bot maga fizikai harcban.

## Termelés

### Gyűjtögetés
Kifosztás (ransacking).
Sokféleképpen juthatunk a főzéshez és az alkímiához való komponensekhez, a leölt szörnyek tetemeiből. Mindhez vadászkés (gathering knife) kell, amit meg tudunk venni az adventurer-től. Egy elég végig.
Kifosztás (ransacking): adventurernél lehet megtanulni, lv 7en.
Szeletelés (carving): ugyanitt lv 10.
Nyúzás (skinning): lv 15.

Ezeket a képességeket, miután megtanultuk, lehúzhatjuk a gyorsindító csíkra a crafting skill-ek közül és ha leölünk egy ellenfelet, az adott képességet aktiválva a karakterünk nekiáll a tetemet megnyúzni, feldarabolni, avagy csak simán kifosztani. (A fenti csík alatt, ami a szörny adatait mutatja, láthatjuk kis ikonok formájában, hogy melyik gyűjtögető képességünket lehet egyáltalán használni az adott tetemen. Nyilván nem érdemes próbálkozni azzal, ami nincs a listán.) Ez időbe telik, mialatt eléggé sebezhetőek vagyunk. Ezért ezt csak körültekintően és óvatosan tegyük! Ezen képességeknek is szintje van és sokat kell gyakorolni, hogy a későbbi magasabb szintű ellenfeleken is működjenek. Sok küldetés is erre épül, ezért létfontosságúak is lehetnek.

### Főzés(cooking)
Cook npc-nél lv 10-esen tanulhatod. Recepteket is kell tanulnod, ugyanúgy nála. Hozzávalókat ransacking-gal illetve carving-gal szedhetsz hozzá, plusz fűszereket és zöldségeket a cook-tól kell még venned. Csak akkor lehet főzőcskézni, ha van nálunk egy serpenyő, amit szintén a cook-tól tudunk beszerezni.
Minél magasabb a főzésed szintje, annál többfélét tudsz készíteni és minél többször főzöl, annál jobban nő a szintje. A receptek szinthez vannak kötve, tehát erős italokhoz tapasztalt szakácsnak kell lennünk, hogy megtanulhassuk a receptet.
TIPP:
- Menj alacsony szintű szörnyekből gyűjtögetni, mert azokon jobban sikerülnek a gyűjtögető skill-ek.
- Nézd meg az ételeid hozzávalóit, ha találsz olyat, amihez ugyanabból az állatból kell hozzávaló pl. wolf jerkyhez, akkor azt érdemes főzni.
- Használj italokat: sokat számít a plusz életerő, elementáris védelem vagy támadás stb.! Ha nem kell, add el!

### Alkímia(alchemy)
Mikor elérjük a 15. szintet, tanulhatunk alkímiát, az alchemyst npc-től. Megtanulhatjuk a különböző metamorfózis italok készítését, a képességünk szintjétől függően. Ahhoz, hogy italokat készíthessünk szükségünk lesz egy alchemy cauldron-ra, amit merchant-tól is beszerezhetünk akár. Miután megvannak a megfelelő hozzávalók, vehetünk még egy tekercset is, a készítés sikerét növelhetjük ezzel. Ha sikerült, skill-ünk fejlődik.
A metamorfózis italok átváltoztatnak minket pár percre egy másik élőlénnyé,a minek birtokolni fogjuk képességeit (azaz plusz támadóerőt, életerőt stb. kapunk). Így pl. a sebességét is, ami mondjuk egy griffin esetén igen hasznos lehet. Ilyen módon könnyen bejárhatjuk Chantra földjeit – vagy akár sárkány képében riogathatjuk a jónépet a városok főterein.
Finomítás (refining).

### Kombinálás
A játékban lehetőségünk van bizonyos fegyverek és ékszerek összerakására. Ehhez csak egy F1 gomb lenyomása és a hozzávalók kellenek. Általában minden városban található egy finomító (refiner), ahol összerakhatjuk pl. a nyakláncunkat. A combine item gombra kell kapcsolni a gépezetet. Nagyon fontos, hogy pontosan a megfelelő mennyiségű alapanyagokat helyezzük a finomítóba. Valamennyi pénzösszegbe is fog kerülni. Ha mindent jól csináltunk, kivillan a refine gomb, azt lenyomva elkészül a nyakláncunk (példa).
Az alapanyagokat és recepteket dropból illetve ah-ból is beszerezhetjük.
A kombinálás rizikója csak annyi, hogy a tárgy, amit készítünk, lehet nagyon pocsék is, de lehet rendkívül jó is. Leginkább ékszereket éri meg kombinálni.
Koponya-finomítás
A gépezet harmadik gombja a koponyák (skulls) finomítására szolgál. Ezt klánlogók készítőinek ajánljuk.

## Jelenleg egy szerver működik, ami részben hivatalos
- Justac